# Cuautlamingo
Cuautlamingo är en ort i Mexiko.   Den ligger i kommunen Tlatlauquitepec och delstaten Puebla, i den sydöstra delen av landet, 170 km öster om huvudstaden Mexico City. Cuautlamingo ligger 2 356 meter över havet och antalet invånare är 640.
Terrängen runt Cuautlamingo är lite bergig, och sluttar norrut. Runt Cuautlamingo är det ganska tätbefolkat, med 134 invånare per kvadratkilometer. Närmaste större samhälle är Teziutlan, 19,5 km öster om Cuautlamingo. I omgivningarna runt Cuautlamingo växer huvudsakligen savannskog.